# 水無月 (秦基博の曲)
「水無月」（みなづき）は、秦基博の12枚目のシングル。

## 解説
- 全作詞作曲は秦基博。
- 期間限定生産盤には、弾き語りツアー『GREEN MIND 2010』の音源を収録したCD付。
- 対象店舗で購入すると「秦 基博 手書き歌詞＆コード譜入り特製アナザージャケット」を先着でプレゼントされる。

## 収録曲
1. 水無月
  - メロディーは東北地方太平洋沖地震前に、歌詞は地震後に書いた。
  - テレビ神奈川『saku saku』 2011年6月度エンディングテーマ
2. 夕凪の街
  - 元々は、他のアーティストに歌ってもらう予定で作っていた。[要出典]
3. 猿みたいにキスをする（Live at The Room）
  - 3rdアルバム『Documentary』収録曲のスタジオライブバージョン。
4. 水無月（backing track）

## 水無月+BEST OF GREEN MIND 2010（期間限定生産盤）特典CD収録内容
- 『BEST OF GREEN MIND 2010』

1. Theme of GREEN MIND
2. 休日
3. 新しい歌
4. 青
5. トブタメニ
6. 夕暮れのたもと
7. 風景
8. 鱗（うろこ）
9. 透明だった世界
10. 夜が明ける
11. 今日もきっと
12. 虹が消えた日
13. アイ
14. フォーエバーソング